# Socha svatého Vojtěcha na Karlově mostě
Socha svatého Vojtěcha na Karlově mostě v Praze je pískovcová socha na jižní straně Karlova mostu. 

## Historie
Sochu pražského biskupa Vojtěcha vytvořili Ferdinand Maxmilián Brokoff nebo jeho bratr Michal Jan Josef Brokoff. Jejím donátorem byl radní Marek B. Joaninelli.
Socha, která se v současné době nachází na Karlově mostě je kopie z roku 1973 vytvořená sochaři Vojtěchem a Karlem Hořínkovými.
Originál sochy byl přemístěn a nachází se v sálu Gorlice na Vyšehradě.